# Tour Down Under 2011
La 13e édition du Tour Down Under s'est déroulée du 18 au 23 janvier 2011. C'est la première épreuve de l'UCI World Tour 2011, qui remplace le Calendrier mondial UCI.
La course est remportée par l'Australien Cameron Meyer (Garmin-Cervélo), grâce à sa victoire obtenue à l'issue d'une échappée sur la quatrième étape. Il devance son compatriote Matthew Goss (Team HTC-Highroad) - vainqueur de la première étape - de deux secondes et le Britannique Ben Swift (Sky) - double vainqueur d'étape - de huit secondes. Cameron Meyer termine meilleur jeune (moins de 26 ans), tandis que Matthew Goss remporte le classement du meilleur sprinteur et Luke Roberts du meilleur grimpeur. L'équipe Movistar s'adjuge le classement par équipes.

## Présentation

### Parcours
Le Tour Down Under commence par le Down Under Classic (Cancer Council Helpline Classic), un critérium dans les rues d'Adélaïde, le 16 janvier. Suivront ensuite 6 étapes, du 18 au 23 janvier.

### Équipes participantes
Le Tour Down Under étant une course avec le label UCI World Tour, toutes les ProTeams sont invitées automatiquement et doivent envoyer une équipe. Cette course est l'occasion pour l'équipe Leopard-Trek, équipe nouvellement crée, de disputer sa première course World Tour. L'équipe UniSA-Australia, une équipe nationale composée de coureurs australiens est également invitée.

### Favoris

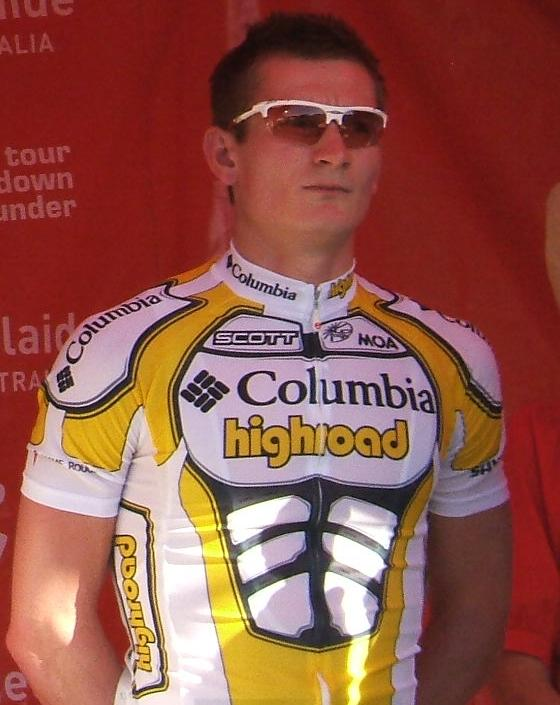
Le tenant du titre, l'Allemand André Greipel est l'un des principaux favoris.

Ce Tour Down Under 2011 sera le théâtre de la première opposition entre André Greipel (Omega Pharma-Lotto) et Mark Cavendish (HTC-Highroad). Les autres principaux sprinters sont Tyler Farrar (Garmin-Cervélo), Matthew Goss (HTC-Highroad), Robbie McEwen (RadioShack), Geraint Thomas (Sky), Allan Davis (Astana), Graeme Brown, Michael Matthews (Rabobank), Francesco Chicchi, Gerald Ciolek (Quick Step), Juan José Haedo (Saxo Bank-SunGard), José Joaquín Rojas (Movistar) Romain Feillu (Vacansoleil-DCM) et Stuart O'Grady (Leopard-Trek).
Parmi les puncheurs et adeptes des courses à étapes, on retrouvera notamment Michael Rogers (Sky), Richie Porte (Saxo Bank-SunGard), Alessandro Ballan (BMC Racing), Serguei Ivanov (Katusha) et Stefan Denifl (Leopard-Trek).
Lance Armstrong (RadioShack) effectuera sa dernière course professionnelle hors des États-Unis.

## Récit de la course
Matthew Goss (HTC-Highroad) remporte le Cancer Council Classic, devançant son coéquipier Mark Renshaw et Robbie McEwen (RadioShack).
Lors des 3 premières étapes, le classement dépend surtout des bonifications. Matthew Goss remporte la 1re étape et s'empare de la tête du classement général, qu'il perd le lendemain au profit de Robbie McEwen, au terme d'une étape remportée par Ben Swift (Sky). Michael Matthews (Rabobank) s'impose lors de la 3e étape, tandis que Goss reprend le maillot ocre.

Cameron Meyer (Garmin-Cervélo) fait coup double lors de la 4e étape, qu'il remporte, puisque s'empare de la tête du général.

L'Australien remporte son premier Tour Down Under, malgré les victoires de Francisco Ventoso et de Ben Swift lors des 2 dernières étapes. Le Britannique termine d'ailleurs 3e du classement général, juste derrière Matthew Goss, deuxième.

## Parcours et résultats
| Étape     | Date       | Villes étapes           | Distance | Vainqueur d’étape | Leader du classement général |
| --------- | ---------- | ----------------------- | -------- | ----------------- | ---------------------------- |
| 1re étape | 18 janvier | Mawson Lakes - Angaston | 138 km   | Matthew Goss      | Matthew Goss                 |
| 2e étape  | 19 janvier | Tailem Bend – Mannum    | 146 km   | Ben Swift         | Robbie McEwen                |
| 3e étape  | 20 janvier | Unley – Stirling        | 128 km   | Michael Matthews  | Matthew Goss                 |
| 4e étape  | 21 janvier | Strathalbyn – Goolwa    | 124 km   | Cameron Meyer     | Cameron Meyer                |
| 5e étape  | 22 janvier | McLaren Vale – Willunga | 131 km   | Francisco Ventoso | Cameron Meyer                |
| 6e étape  | 23 janvier | Adélaïde – Adélaïde     | 90 km    | Ben Swift         | Cameron Meyer                |

## Classements finals

### Classement général
|    | Cycliste          | Pays        | Équipe             |    | Temps            | Points UCI |
| -- | ----------------- | ----------- | ------------------ | -- | ---------------- | ---------- |
| 1  | Cameron Meyer     | Australie   | Garmin-Cervélo     | en | 17 h 54 min 27 s | 106        |
| 2  | Matthew Goss      | Australie   | HTC-Highroad       | +  | 2 s              | 93         |
| 3  | Ben Swift         | Royaume-Uni | Sky                |    | 8 s              | 82         |
| 4  | Michael Matthews  | Australie   | Rabobank           |    | 9 s              | 70         |
| 5  | Laurens ten Dam   | Pays-Bas    | Rabobank           |    | 10 s             | 52         |
| 6  | Francisco Ventoso | Espagne     | Movistar           |    | 17 s             | 46         |
| 7  | André Greipel     | Allemagne   | Omega Pharma-Lotto |    | 26 s             | 38         |
| 8  | Blel Kadri        | France      | AG2R La Mondiale   |    | 26 s             | 20         |
| 9  | Allan Davis       | Australie   | Astana             |    | 27 s             | 10         |
| 10 | Luke Roberts      | Australie   | UniSA-Australia    |    | 28 s             | 6          |

### Classements annexes
|   | Cycliste         | Équipe          | Points |
| - | ---------------- | --------------- | ------ |
| 1 | Matthew Goss     | HTC-Highroad    | 28     |
| 2 | Michael Matthews | Rabobank        | 20     |
| 3 | Thomas De Gendt  | Vacansoleil-DCM | 20     |

|   | Cycliste        | Équipe          | Points |
| - | --------------- | --------------- | ------ |
| 1 | Luke Roberts    | UniSA-Australia | 60     |
| 2 | Ben Hermans     | RadioShack      | 36     |
| 3 | Mitchell Docker | UniSA-Australia | 32     |

|   | Cycliste      | Équipe         | Temps            |
| - | ------------- | -------------- | ---------------- |
| 1 | Cameron Meyer | Garmin-Cervélo | 17 h 54 min 27 s |
| 2 | Matthew Goss  | HTC-Highroad   | + 8 s            |
| 3 | Ben Swift     | Sky            | + 9 s            |

|   | Équipe           | Pays     | Temps               |
| - | ---------------- | -------- | ------------------- |
| 1 | Movistar         | Espagne  | en 53 h 44 min 56 s |
| 2 | Vacansoleil-DCM  | Pays-Bas | + 8 s               |
| 3 | AG2R La Mondiale | France   | + 25 s              |

## Les étapes

### 1reétape
Cette première étape est légèrement vallonnée, avec notamment le Black Top Road, dont le sommet est au kilomètre 11, et 2 sprints intermédiaires (km 46 et 61).
Au km 10, Miguel Mínguez, Ion Izagirre (Euskaltel-Euskadi), Simon Clarke (Astana), Mitchell Docker (UniSA-Australia) et Mathieu Perget (AG2R La Mondiale) s'échappent. Ils prennent 4 minutes d'avance, avant de voir l'écart se stabiliser autour de 2 minutes. À 25 km de l'arrivée, Minguez et Clarke attaquent. Ils sont repris à un peu moins de 10 km de la ligne par un peloton mené par les Garmin-Cervélo, les HTC-Highroad, les Sky et les Omega Pharma-Lotto.
Mark Cavendish (HTC-Highroad) n'est visiblement pas au mieux, et c'est donc son coéquipier Matthew Goss qui va se frotter à André Greipel (Omega Pharma-Lotto) et aux autres sprinters. Il remporte cette première étape devant le tenant du titre. Robbie McEwen (RadioShack) est troisième.
|     | Cycliste           | Pays             | Équipe              |    | Temps           |
| --- | ------------------ | ---------------- | ------------------- | -- | --------------- |
| 1.  | Matthew Goss       | Australie        | HTC-Highroad        | en | 3 h 17 min 08 s |
| 2.  | André Greipel      | Allemagne        | Omega Pharma-Lotto  | +  | m.t             |
| 3.  | Robbie McEwen      | Australie        | RadioShack          |    | m.t             |
| 4.  | Chris Sutton       | Australie        | Sky                 |    | m.t             |
| 5.  | Elia Viviani       | Italie           | Liquigas-Cannondale |    | m.t             |
| 6.  | Romain Feillu      | France           | Vacansoleil-DCM     |    | m.t             |
| 7.  | Alessandro Ballan  | Italie           | BMC Racing          |    | m.t             |
| 8.  | Iñaki Isasi        | Espagne          | Euskaltel-Euskadi   |    | m.t             |
| 9.  | José Joaquín Rojas | Espagne          | Movistar            |    | m.t             |
| 10. | Gregory Henderson  | Nouvelle-Zélande | Sky                 |    | m.t             |

|     | Cycliste        | Pays      | Équipe              |    | Temps           |
| --- | --------------- | --------- | ------------------- | -- | --------------- |
| 1.  | Matthew Goss    | Australie | HTC-Highroad        | en | 3 h 16 min 58 s |
| 2.  | André Greipel   | Allemagne | Omega Pharma-Lotto  | +  | 4 s             |
| 3.  | Robbie McEwen   | Australie | RadioShack          |    | 6 s             |
| 4.  | Mitchell Docker | Australie | UniSA-Australia     |    | 7 s             |
| 5.  | Mathieu Perget  | France    | AG2R La Mondiale    |    | 7 s             |
| 6.  | Simon Clarke    | Australie | Astana              |    | 7 s             |
| 7.  | Miguel Mínguez  | Espagne   | Euskaltel-Euskadi   |    | 7 s             |
| 8.  | Chris Sutton    | Australie | Sky                 |    | 10 s            |
| 9.  | Elia Viviani    | Italie    | Liquigas-Cannondale |    | 10 s            |
| 10. | Romain Feillu   | France    | Vacansoleil-DCM     |    | 10 s            |

### 2eétape
Comme la veille, l'étape comprend une côte répertorié, le Dawesley Hill, dont le sommet est au km 64, et 2 sprints intermédiaires (52 et 84). En revanche, le final comprend de nombreux faux plats (montants et descendants).
Yuriy Krivtsov (AG2R La Mondiale) s'échappe dès le début d'étape, rapidement rejoint par Mitchell Docker (UniSA-Australia) et David Tanner (Saxo Bank-SunGard). Ils prennent près de 3 minutes d'avance, avant que le peloton ne contrôle l'écart, puis que Luke Roberts (UniSA-Australia), Simon Zahner et Timothy Roe (BMC Racing) prennent aussi part à l'échappée, en mettant à profit le Dawesley Hill.
À 30 km de l'arrivée, Roe attaque, quittant ainsi le groupe de tête, qui avait perdu Roberts. À 15 km de l'arrivée, il compte 1 minute d'avance sur le peloton. Cela se révèle insuffisant, les HTC-Highroad et les Sky assurant la poursuite dans le peloton, où va survenir une première chute. Une deuxième chute, cette fois-ci en plein sprint massif, a lieu, mettant notamment à terre Matthew Goss (HTC-Highroad), le maillot ocre, et Bernard Sulzberger (UniSA-Australia), qui abandonne. C'est dans ce contexte particulier que Ben Swift (Sky) s'impose, devant Robbie McEwen (RadioShack), qui prend la tête du classement général, et Graeme Brown (Rabobank).
|     | Cycliste          | Pays        | Équipe             |    | Temps           |
| --- | ----------------- | ----------- | ------------------ | -- | --------------- |
| 1.  | Ben Swift         | Royaume-Uni | Sky                | en | 3 h 27 min 44 s |
| 2.  | Robbie McEwen     | Australie   | RadioShack         | +  | m.t             |
| 3.  | Graeme Brown      | Australie   | Rabobank           |    | m.t             |
| 4.  | Romain Feillu     | France      | Vacansoleil-DCM    |    | m.t             |
| 5.  | Jürgen Roelandts  | Belgique    | Omega Pharma-Lotto |    | m.t             |
| 6.  | Francesco Chicchi | Italie      | Quick Step         |    | m.t             |
| 7.  | Michael Matthews  | Australie   | Rabobank           |    | m.t             |
| 8.  | Denis Galimzyanov | Russie      | Katusha            |    | m.t             |
| 9.  | Francisco Ventoso | Espagne     | Movistar           |    | m.t             |
| 10. | Allan Davis       | Australie   | Astana             |    | m.t             |

|     | Cycliste        | Pays        | Équipe             |    | Temps           |
| --- | --------------- | ----------- | ------------------ | -- | --------------- |
| 1.  | Robbie McEwen   | Australie   | RadioShack         | en | 6 h 44 min 42 s |
| 2.  | Matthew Goss    | Australie   | HTC-Highroad       | +  | 0 s             |
| 3.  | Ben Swift       | Royaume-Uni | Sky                |    | 0 s             |
| 4.  | André Greipel   | Allemagne   | Omega Pharma-Lotto |    | 4 s             |
| 5.  | Mitchell Docker | Australie   | UniSA-Australia    |    | 4 s             |
| 6.  | Graeme Brown    | Australie   | Rabobank           |    | 6 s             |
| 7.  | David Tanner    | Australie   | Saxo Bank-SunGard  |    | 6 s             |
| 8.  | Mathieu Perget  | France      | AG2R La Mondiale   |    | 7 s             |
| 9.  | Miguel Mínguez  | Espagne     | Euskaltel-Euskadi  |    | 7 s             |
| 10. | Simon Zahner    | Suisse      | BMC Racing         |    | 7 s             |

### 3eétape
Dans la première partie de l'étape, les coureurs empruntent un parcours légèrement vallonné, jalonné par deux sprints intermédiaires. Peu après le Germantown Hill (sommet au km 79), le final de cette étape est un circuit vallonné, à parcourir deux fois.
Dès le début d'étape, Thomas De Gendt (Vacansoleil-DCM) s'échappe, suivi par Luis Pasamontes (Movistar), Aliaksandr Kuschynski (Katusha) et Luke Durbridge (UniSA-Australia). Ils prennent 5 minutes d'avance, avant qu'Ángel Madrazo (Movistar), Martin Kohler et Timothy Roe (BMC Racing) ne sortent du peloton. Ces derniers ne les rejoignent pas et sont repris par le peloton à 35 km de l'arrivée. Les hommes de tête sont rejoints à 20 km du but.
Ben Hermans (RadioShack) attaque à moins de 5 km de la ligne, suivi par Richie Porte (Saxo Bank-SunGard). Ils sont repris peu avant la flamme rouge. André Greipel (Omega Pharma-Lotto) lance le sprint, mais c'est le champion du monde espoirs Michael Matthews (Rabobank) qui s'impose, tandis que Greipel prend la deuxième place de l'étape et du classement général. Matthew Goss, troisième de l'étape, s'empare de la tête du classement général et conforte son maillot de meilleur jeune.
|     | Cycliste          | Pays      | Équipe              |    | Temps           |
| --- | ----------------- | --------- | ------------------- | -- | --------------- |
| 1.  | Michael Matthews  | Australie | Rabobank            | en | 3 h 11 min 47 s |
| 2.  | André Greipel     | Allemagne | Omega Pharma-Lotto  | +  | m.t             |
| 3.  | Matthew Goss      | Australie | HTC-Highroad        |    | m.t             |
| 4.  | Simon Gerrans     | Australie | Sky                 |    | m.t             |
| 5.  | Luke Roberts      | Australie | UniSA-Australia     |    | m.t             |
| 6.  | Francisco Ventoso | Espagne   | Movistar            |    | m.t             |
| 7.  | Gorka Izagirre    | Espagne   | Euskaltel-Euskadi   |    | m.t             |
| 8.  | Allan Davis       | Australie | Astana              |    | m.t             |
| 9.  | Blel Kadri        | France    | AG2R La Mondiale    |    | m.t             |
| 10. | Simone Ponzi      | Italie    | Liquigas-Cannondale |    | m.t             |

|     | Cycliste          | Pays             | Équipe             |    | Temps           |
| --- | ----------------- | ---------------- | ------------------ | -- | --------------- |
| 1.  | Matthew Goss      | Australie        | HTC-Highroad       | en | 9 h 56 min 25 s |
| 2.  | André Greipel     | Allemagne        | Omega Pharma-Lotto | +  | 2 s             |
| 3.  | Robbie McEwen     | Australie        | RadioShack         |    | 4 s             |
| 4.  | Michael Matthews  | Australie        | Rabobank           |    | 4 s             |
| 5.  | Ben Swift         | Royaume-Uni      | Sky                |    | 4 s             |
| 6.  | Allan Davis       | Australie        | Astana             |    | 14 s            |
| 7.  | Francisco Ventoso | Espagne          | Movistar           |    | 14 s            |
| 8.  | Manuele Mori      | Italie           | Lampre-ISD         |    | 14 s            |
| 9.  | Alessandro Ballan | Italie           | BMC Racing         |    | 14 s            |
| 10. | Gregory Henderson | Nouvelle-Zélande | Sky                |    | 14 s            |

### 4eétape
Comme les trois premières étapes, le parcours compte une seule côte répertoriée, le Checker Hill Road, et deux sprints intermédiaires. Les 600 derniers mètres sont en faux plat montant.
Dès le début d'étape, de nombreuses attaques ont lieu, notamment de Julien Loubet et Blel Kadri (AG2R La Mondiale). Ce dernier prend part à l'échappée formée au km 30, en compagnie de Rob Ruijgh, Thomas De Gendt (Vacansoleil-DCM), Laurens ten Dam (Rabobank), Cameron Meyer et Matthew Wilson (Garmin-Cervélo). Ils prennent rapidement 2 min d'avance. Tandis que Kadri est lâché, les HTC-Highroad contrôlent l'écart, qui n'est plus d'1 min 30 s à 30 km de l'arrivée. Puis, les Omega Pharma-Lotto prennent part à la poursuite.
Dans le groupe de tête, Meyer, à l'aide de son coéquipier, accélère le rythme, faisant ainsi lâcher prise Ruijgh. Le quatuor résiste bien et se dispute la victoire. Meyer s'impose devant De Gendt et ten Dam, s'emparant du même coup des maillots de leader et du meilleur jeune. Matthew Goss (HTC-Highroad) règle le sprint du peloton, à 24 s.
|     | Cycliste           | Pays        | Équipe             |    | Temps           |
| --- | ------------------ | ----------- | ------------------ | -- | --------------- |
| 1.  | Cameron Meyer      | Australie   | Garmin-Cervélo     | en | 2 h 57 min 55 s |
| 2.  | Thomas De Gendt    | Belgique    | Vacansoleil-DCM    | +  | 0 s             |
| 3.  | Laurens ten Dam    | Pays-Bas    | Rabobank           |    | 3 s             |
| 4.  | Matthew Wilson     | Australie   | Garmin-Cervélo     |    | 10 s            |
| 5.  | Matthew Goss       | Australie   | HTC-Highroad       |    | 24 s            |
| 6.  | José Joaquín Rojas | Espagne     | Movistar           |    | 24 s            |
| 7.  | Ben Swift          | Royaume-Uni | Sky                |    | 24 s            |
| 8.  | Jürgen Roelandts   | Belgique    | Omega Pharma-Lotto |    | 24 s            |
| 9.  | Nikolai Trusov     | Russie      | Katusha            |    | 24 s            |
| 10. | Romain Feillu      | France      | Vacansoleil-DCM    |    | 24 s            |

|     | Cycliste          | Pays        | Équipe             |    | Temps            |
| --- | ----------------- | ----------- | ------------------ | -- | ---------------- |
| 1.  | Cameron Meyer     | Australie   | Garmin-Cervélo     | en | 12 h 54 min 30 s |
| 2.  | Laurens ten Dam   | Pays-Bas    | Rabobank           | +  | 10 s             |
| 3.  | Matthew Goss      | Australie   | HTC-Highroad       |    | 12 s             |
| 4.  | Robbie McEwen     | Australie   | RadioShack         |    | 15 s             |
| 5.  | André Greipel     | Allemagne   | Omega Pharma-Lotto |    | 16 s             |
| 6.  | Michael Matthews  | Australie   | Rabobank           |    | 18 s             |
| 7.  | Ben Swift         | Royaume-Uni | Sky                |    | 18 s             |
| 8.  | Blel Kadri        | France      | AG2R La Mondiale   |    | 26 s             |
| 9.  | Francisco Ventoso | Espagne     | Movistar           |    | 27 s             |
| 10. | Allan Davis       | Australie   | Astana             |    | 28 s             |

### 5eétape
Cette cinquième étape est composée de deux circuits : un premier qui part de McLaren Vale, qui va jusqu'à l'arrivée à Willunga avant de revenir à McLaren Vale et un deuxième autour de Willunga.

Les coureurs effectuent le premier circuit deux fois en entier et la partie jusqu'à Willunga une troisième fois. Au milieu de ces 2 tours (à Snapper Point), ils disputent un sprint intermédiaire. Ce circuit est légèrement vallonné, bien que ne comprenant aucun classement des grimpeurs. Pour terminer l'étape, ils effectuent deux fois le deuxième circuit dans lequel se trouve le Willunga Hill (le juge de paix traditionnel de l'épreuve) qui donnera aux deux passages des points pour le maillot du meilleur grimpeur.
Dès le début d'étape, Joan Horrach, Eduard Vorganov (Katusha), Davide Viganò (Leopard-Trek), Lucas Sebastián Haedo (Saxo Bank-SunGard), John Murphy (BMC Racing), Michael Hepburn (UniSA-Australia), Tanel Kangert (Astana) et Joost van Leijen (Vacansoleil-DCM) s'échappent. Leur avance, qui est de 2 minutes et 30 secondes à mi-course, va ensuite chuter très rapidement, de telle sorte qu'ils sont repris dans la première ascension du Wilunga Hill.
Dans la descente, Lance Armstrong (RadioShack), Luis Pasamontes, José Iván Gutiérrez (Movistar), Iñaki Isasi (Euskaltel-Euskadi), Stefan Denifl (Leopard-Trek), Serguei Ivanov (Katusha) et Jurgen Van de Walle (Omega Pharma-Lotto) se détachent. Ils sont repris avant la deuxième ascension du Willunga Hill par le peloton, mené par les Rabobank et les Garmin-Cervélo. Dans la montée, Richie Porte (Saxo Bank-SunGard) attaque, suivi par Ben Hermans (RadioShack) et Jack Bobridge (Garmin-Cervélo). Ils ne possèdent que 10 secondes d'avance au sommet, avant qu'un groupe de moins de 20 éléments recolle.
Bobridge chute dans la descente, où de nombreux coureurs prennent des risques. La victoire se joue au sein de ce petit groupe. Francisco Ventoso (Movistar) s'impose, devant Michael Matthews (Rabobank), longtemps en tête lors de ce sprint final, et Matthew Goss (HTC-Highroad), qui accède à la deuxième place du classement général, à 8 secondes de Cameron Meyer (Garmin-Cervélo).
|     | Cycliste           | Pays           | Équipe           |    | Temps           |
| --- | ------------------ | -------------- | ---------------- | -- | --------------- |
| 1.  | Francisco Ventoso  | Espagne        | Movistar         | en | 3 h 06 min 10 s |
| 2.  | Michael Matthews   | Australie      | Rabobank         | +  | m.t             |
| 3.  | Matthew Goss       | Australie      | HTC-Highroad     |    | m.t             |
| 4.  | José Joaquín Rojas | Espagne        | Movistar         |    | m.t             |
| 5.  | Luke Roberts       | Australie      | UniSA-Australia  |    | m.t             |
| 6.  | Robert Hunter      | Afrique du Sud | RadioShack       |    | m.t             |
| 7.  | Blel Kadri         | France         | AG2R La Mondiale |    | m.t             |
| 8.  | Alessandro Ballan  | Italie         | BMC Racing       |    | m.t             |
| 9.  | Ben Hermans        | Belgique       | RadioShack       |    | m.t             |
| 10. | Ben Swift          | Royaume-Uni    | Sky              |    | m.t             |

|     | Cycliste          | Pays        | Équipe             |    | Temps            |
| --- | ----------------- | ----------- | ------------------ | -- | ---------------- |
| 1.  | Cameron Meyer     | Australie   | Garmin-Cervélo     | en | 16 h 00 min 40 s |
| 2.  | Matthew Goss      | Australie   | HTC-Highroad       | +  | 8 s              |
| 3.  | Laurens ten Dam   | Pays-Bas    | Rabobank           |    | 10 s             |
| 4.  | Michael Matthews  | Australie   | Rabobank           |    | 12 s             |
| 5.  | Francisco Ventoso | Espagne     | Movistar           |    | 17 s             |
| 6.  | Ben Swift         | Royaume-Uni | Sky                |    | 18 s             |
| 7.  | Blel Kadri        | France      | AG2R La Mondiale   |    | 26 s             |
| 8.  | André Greipel     | Allemagne   | Omega Pharma-Lotto |    | 27 s             |
| 9.  | Allan Davis       | Australie   | Astana             |    | 28 s             |
| 10. | Luke Roberts      | Australie   | UniSA-Australia    |    | 28 s             |

### 6eétape
Comme d'habitude, la dernière étape s'effectue sur un circuit de 4,5 km à parcourir 20 fois, pour une distance totale de 90 km, dans le centre d'Adelaide. Aux 8e et 12e tours les coureurs sprintent sur la ligne de départ, tandis qu'aux dixième et quinzième tours ils peuvent gagner les derniers points pour le maillot de meilleur grimpeur sur le Montefiore Hill.
Matthew Wilson (Garmin-Cervélo), Stuart O'Grady (Leopard-Trek), Dimitri Champion (AG2R La Mondiale), Iñaki Isasi (Euskaltel-Euskadi) et Luke Durbridge (UniSA-Australia) s'échappent. Les Garmin-Cervélo ne roulent pas derrière les échappés, de manière à empêcher un sprint pour les bonifications du premier sprint intermédiaire. Celui-ci a toutefois lieu, et est remporté par Michael Matthews (Rabobank), devant Matthew Goss (HTC-Highroad) et André Greipel (Omega Pharma-Lotto). Le leader Cameron Meyer (Garmin-Cervélo) n'a alors plus que 6 secondes d'avance au général sur Goss et 9 secondes sur Matthews.
Alfredo Balloni (Lampre-ISD), David Tanner (Saxo Bank-SunGard), Joan Horrach (Katusha), Bruno Pires (Leopard-Trek) et Luke Roberts (UniSA-Australia) s'échappent alors, mais sont repris peu avant le deuxième sprint intermédiaire. Les Rabobank Jos van Emden et Tom Leezer y devancent Allan Davis (Astana). David Tanner, Nicki Sørensen (Saxo Bank-SunGard), Francesco Reda (Quick Step), Mitchell Docker (UniSA-Australia), Simon Zahner (BMC Racing) et Stuart O'Grady s'extirpent alors du peloton, mais ne peuvent empêcher un sprint massif.
Profitant du  travail de leur équipe, Ben Swift, qui prend la troisième place du général, et Gregory Henderson (Sky) signent un doublé. Ils devancent Matthew Goss, qui n'avait plus d'équipiers pour l'emmener dans le final. Ce dernier échoue donc à 2 secondes de Cameron Meyer au classement général de ce Tour Down Under.
|     | Cycliste          | Pays             | Équipe             |    | Temps           |
| --- | ----------------- | ---------------- | ------------------ | -- | --------------- |
| 1.  | Ben Swift         | Royaume-Uni      | Sky                | en | 1 h 53 min 47 s |
| 2.  | Gregory Henderson | Nouvelle-Zélande | Sky                | +  | m.t             |
| 3.  | Matthew Goss      | Australie        | HTC-Highroad       |    | m.t             |
| 4.  | Robbie McEwen     | Australie        | RadioShack         |    | m.t             |
| 5.  | Juan José Haedo   | Argentine        | Saxo Bank-SunGard  |    | m.t             |
| 6.  | Allan Davis       | Australie        | Astana             |    | m.t             |
| 7.  | André Greipel     | Allemagne        | Omega Pharma-Lotto |    | m.t             |
| 8.  | Romain Feillu     | France           | Vacansoleil-DCM    |    | m.t             |
| 9.  | Davide Viganò     | Italie           | Leopard-Trek       |    | m.t             |
| 10. | Jonathan Cantwell | Australie        | UniSA-Australia    |    | m.t             |

|     | Cycliste          | Pays        | Équipe             |    | Temps            |
| --- | ----------------- | ----------- | ------------------ | -- | ---------------- |
| 1.  | Cameron Meyer     | Australie   | Garmin-Cervélo     | en | 17 h 54 min 27 s |
| 2.  | Matthew Goss      | Australie   | HTC-Highroad       | +  | 2 s              |
| 3.  | Ben Swift         | Royaume-Uni | Sky                |    | 8 s              |
| 4.  | Michael Matthews  | Australie   | Rabobank           |    | 9 s              |
| 5.  | Laurens ten Dam   | Pays-Bas    | Rabobank           |    | 10 s             |
| 6.  | Francisco Ventoso | Espagne     | Movistar           |    | 17 s             |
| 7.  | André Greipel     | Allemagne   | Omega Pharma-Lotto |    | 26 s             |
| 8.  | Blel Kadri        | France      | AG2R La Mondiale   |    | 26 s             |
| 9.  | Allan Davis       | Australie   | Astana             |    | 27 s             |
| 10. | Luke Roberts      | Australie   | UniSA-Australia    |    | 28 s             |

### UCI World Tour
Ce Tour Down Under 2011 attribue des points pour l'UCI World Tour 2011, seulement aux coureurs des équipes ayant un label ProTeam.
| Position           | 1er | 2e | 3e | 4e | 5e | 6e | 7e | 8e | 9e | 10e |
| Classement général | 100 | 80 | 70 | 60 | 50 | 40 | 30 | 20 | 10 | 4   |
| Par étape          | 6   | 4  | 2  | 1  | 1  |    |    |    |    |     |

| #  | Coureur            | Équipe              | Points |
| -- | ------------------ | ------------------- | ------ |
| 1  | Cameron Meyer      | Garmin-Cervélo      | 106    |
| 2  | Matthew Goss       | HTC-Highroad        | 93     |
| 3  | Ben Swift          | Sky                 | 82     |
| 4  | Michael Matthews   | Rabobank            | 70     |
| 5  | Laurens ten Dam    | Rabobank            | 52     |
| 6  | Francisco Ventoso  | Movistar            | 46     |
| 7  | André Greipel      | Omega Pharma-Lotto  | 38     |
| 8  | Blel Kadri         | AG2R La Mondiale    | 20     |
| 9  | Allan Davis        | Astana              | 10     |
| 10 | Robbie McEwen      | Katusha             | 7      |
| 11 | Thomas De Gendt    | Vacansoleil-DCM     | 4      |
| -  | Gregory Henderson  | Sky                 | 4      |
| 13 | Graeme Brown       | Rabobank            | 2      |
| 14 | José Joaquín Rojas | Movistar            | 1      |
| -  | Romain Feillu      | Vacansoleil-DCM     | 1      |
| -  | Jürgen Roelandts   | Omega Pharma-Lotto  | 1      |
| -  | Elia Viviani       | Liquigas-Cannondale | 1      |
| -  | Matthew Wilson     | Garmin-Cervélo      | 1      |
| -  | Juan José Haedo    | Saxo Bank-SunGard   | 1      |
| -  | Christopher Sutton | Sky                 | 1      |
| -  | Simon Gerrans      | Sky                 | 1      |

## Évolution des classements
| Étape              | Vainqueur          | Classement général · | Classement de la montagne · | Classement des sprints · | Classement du meilleur jeune · | Classement par équipes · | Coureur le · plus agressif · |
| ------------------ | ------------------ | -------------------- | --------------------------- | ------------------------ | ------------------------------ | ------------------------ | ---------------------------- |
| 1                  | Matthew Goss       | Matthew Goss         | Luke Roberts                | Matthew Goss             | Matthew Goss                   | Sky                      | Simon Clarke                 |
| 2                  | Ben Swift          | Robbie McEwen        | Luke Roberts                | Mitchell Docker          | Matthew Goss                   | Sky                      | Yuriy Krivtsov               |
| 3                  | Michael Matthews   | Matthew Goss         | Luke Roberts                | Aliaksandr Kuschynski    | Matthew Goss                   | Movistar                 | Luke Durbridge               |
| 4                  | Cameron Meyer      | Cameron Meyer        | Luke Roberts                | Thomas De Gendt          | Cameron Meyer                  | Garmin-Cervélo           | Thomas De Gendt              |
| 5                  | Francisco Ventoso  | Cameron Meyer        | Luke Roberts                | Matthew Goss             | Cameron Meyer                  | Movistar                 | Richie Porte                 |
| 6                  | Ben Swift          | Cameron Meyer        | Luke Roberts                | Matthew Goss             | Cameron Meyer                  | Movistar                 | Stuart O'Grady               |
| Classements finals | Classements finals | Cameron Meyer        | Luke Roberts                | Matthew Goss             | Cameron Meyer                  | Movistar                 |                              |

## Liste des participants
| Omega Pharma-Lotto OLO | Omega Pharma-Lotto OLO    | Omega Pharma-Lotto OLO |
| ---------------------- | ------------------------- | ---------------------- |
| N°.                    | Coureur                   |                        |
| 1                      | André Greipel (GER)       |                        |
| 2                      | Jurgen Van de Walle (BEL) |                        |
| 3                      | Adam Hansen (AUS)         |                        |
| 4                      | Olivier Kaisen (BEL)      |                        |
| 5                      | Vicente Reynés (ESP)      |                        |
| 6                      | Jürgen Roelandts (BEL)    |                        |
| 7                      | Marcel Sieberg (GER)      |                        |

| RadioShack RSH | RadioShack RSH               | RadioShack RSH |
| -------------- | ---------------------------- | -------------- |
| N°.            | Coureur                      |                |
| 11             | Lance Armstrong (USA)        |                |
| 12             | Robbie McEwen (AUS)          |                |
| 13             | Manuel António Cardoso (POR) |                |
| 14             | Ben Hermans (BEL)            |                |
| 15             | Markel Irizar (ESP)          |                |
| 16             | Robert Hunter (RSA)          |                |
| 17             | Grégory Rast (SUI)           |                |

| HTC-Highroad THR | HTC-Highroad THR      | HTC-Highroad THR |
| ---------------- | --------------------- | ---------------- |
| N°.              | Coureur               |                  |
| 21               | Mark Cavendish (GBR)  |                  |
| 22               | Bernhard Eisel (AUT)  |                  |
| 23               | Matthew Goss (AUS)    |                  |
| 24               | Bert Grabsch (GER)    |                  |
| 25               | Danny Pate (USA)      |                  |
| 26               | Mark Renshaw (AUS)    |                  |
| 27               | Hayden Roulston (NZL) |                  |

| Garmin-Cervélo GRM | Garmin-Cervélo GRM    | Garmin-Cervélo GRM |
| ------------------ | --------------------- | ------------------ |
| N°.                | Coureur               |                    |
| 31                 | Tyler Farrar (USA)    |                    |
| 32                 | Jack Bobridge (AUS)   |                    |
| 33                 | Julian Dean (NZL)     |                    |
| 34                 | Brett Lancaster (AUS) |                    |
| 35                 | Cameron Meyer (AUS)   |                    |
| 36                 | Matthew Wilson (AUS)  |                    |
| 37                 | Travis Meyer (AUS)    |                    |

| Rabobank RAB | Rabobank RAB            | Rabobank RAB |
| ------------ | ----------------------- | ------------ |
| N°.          | Coureur                 |              |
| 41           | Graeme Brown (AUS)      |              |
| 42           | Tom Leezer (NED)        |              |
| 43           | Michael Matthews (AUS)  |              |
| 44           | Laurens ten Dam (NED)   |              |
| 45           | Jos van Emden (NED)     |              |
| 46           | Coen Vermeltfoort (NED) |              |
| 47           | Pieter Weening (NED)    |              |

| Sky SKY | Sky SKY                 | Sky SKY |
| ------- | ----------------------- | ------- |
| N°.     | Coureur                 |         |
| 51      | Michael Rogers (AUS)    |         |
| 52      | Geraint Thomas (GBR)    |         |
| 53      | Simon Gerrans (AUS)     |         |
| 54      | Gregory Henderson (NZL) |         |
| 55      | Chris Sutton (AUS)      |         |
| 56      | Ben Swift (GBR)         |         |
| 57      | Mathew Hayman (AUS)     |         |

| Astana AST | Astana AST                    | Astana AST |
| ---------- | ----------------------------- | ---------- |
| N°.        | Coureur                       |            |
| 61         | Allan Davis (AUS)             |            |
| 62         | Simon Clarke (AUS)            |            |
| 63         | Maxim Gourov (KAZ)            |            |
| 64         | Andriy Grivko (UKR)           |            |
| 65         | Valentin Iglinskiy (KAZ)      |            |
| 66         | Tanel Kangert (EST)           |            |
| 67         | Yevgeniy Nepomnyachshiy (KAZ) |            |

| Leopard-Trek LEO | Leopard-Trek LEO       | Leopard-Trek LEO |
| ---------------- | ---------------------- | ---------------- |
| N°.              | Coureur                |                  |
| 71               | Stuart O'Grady (AUS)   |                  |
| 72               | Martin Pedersen (DEN)  |                  |
| 73               | Stefan Denifl (AUT)    |                  |
| 74               | Davide Viganò (ITA)    |                  |
| 75               | Martin Mortensen (DEN) |                  |
| 76               | William Clarke (AUS)   |                  |
| 77               | Bruno Pires (POR)      |                  |

| Quick Step QST | Quick Step QST          | Quick Step QST |
| -------------- | ----------------------- | -------------- |
| N°.            | Coureur                 |                |
| 81             | Francesco Chicchi (ITA) |                |
| 82             | Marco Bandiera (ITA)    |                |
| 83             | Gerald Ciolek (GER)     |                |
| 84             | Addy Engels (NED)       |                |
| 85             | Davide Malacarne (ITA)  |                |
| 86             | Francesco Reda (ITA)    |                |
| 87             | Julien Vermote (BEL)    |                |

| Katusha KAT | Katusha KAT                 | Katusha KAT |
| ----------- | --------------------------- | ----------- |
| N°.         | Coureur                     |             |
| 91          | Denis Galimzyanov (RUS)     |             |
| 92          | Joan Horrach (ESP)          |             |
| 93          | Sergeï Ivanov (RUS)         |             |
| 94          | Aliaksandr Kuschynski (BLR) |             |
| 95          | Nikolay Trusov (RUS)        |             |
| 96          | Stijn Vandenbergh (BEL)     |             |
| 97          | Eduard Vorganov (RUS)       |             |

| AG2R La Mondiale ALM | AG2R La Mondiale ALM   | AG2R La Mondiale ALM |
| -------------------- | ---------------------- | -------------------- |
| N°.                  | Coureur                |                      |
| 101                  | Julien Loubet (FRA)    |                      |
| 102                  | Dimitri Champion (FRA) |                      |
| 103                  | Mathieu Perget (FRA)   |                      |
| 104                  | Kristof Goddaert (BEL) |                      |
| 105                  | Steve Houanard (FRA)   |                      |
| 106                  | Blel Kadri (FRA)       |                      |
| 107                  | Yuriy Krivtsov (FRA)   |                      |

| Lampre-ISD LAM | Lampre-ISD LAM               | Lampre-ISD LAM |
| -------------- | ---------------------------- | -------------- |
| N°.            | Coureur                      |                |
| 111            | Alfredo Balloni (ITA)        |                |
| 112            | Aitor Pérez Arrieta (ESP)    |                |
| 113            | Matteo Bono (ITA)            |                |
| 114            | Vitaliy Buts (UKR)           |                |
| 115            | Manuele Mori (ITA)           |                |
| 116            | Alessandro Spezialetti (ITA) |                |
| 117            | Daniele Righi (ITA)          |                |

| Liquigas-Cannondale LIQ | Liquigas-Cannondale LIQ | Liquigas-Cannondale LIQ |
| ----------------------- | ----------------------- | ----------------------- |
| N°.                     | Coureur                 |                         |
| 121                     | Davide Cimolai (ITA)    |                         |
| 122                     | Kristjan Koren (SLO)    |                         |
| 123                     | Alan Marangoni (ITA)    |                         |
| 124                     | Fabio Sabatini (ITA)    |                         |
| 125                     | Simone Ponzi (ITA)      |                         |
| 126                     | Elia Viviani (ITA)      |                         |
| 127                     | Cameron Wurf (AUS)      |                         |

| BMC Racing BMC | BMC Racing BMC           | BMC Racing BMC |
| -------------- | ------------------------ | -------------- |
| N°.            | Coureur                  |                |
| 131            | Alessandro Ballan (ITA)  |                |
| 132            | Alexander Kristoff (NOR) |                |
| 133            | John Murphy (USA)        |                |
| 134            | Simon Zahner (SUI)       |                |
| 135            | Timothy Roe (AUS)        |                |
| 136            | Martin Kohler (SUI)      |                |
| 137            | Amaël Moinard (FRA)      |                |

| Saxo Bank-SunGard SAX | Saxo Bank-SunGard SAX       | Saxo Bank-SunGard SAX |
| --------------------- | --------------------------- | --------------------- |
| N°.                   | Coureur                     |                       |
| 141                   | Richie Porte (AUS)          |                       |
| 142                   | Juan José Haedo (ARG)       |                       |
| 143                   | Baden Cooke (AUS)           |                       |
| 144                   | Nicki Sørensen (DEN)        |                       |
| 145                   | David Tanner (AUS)          |                       |
| 146                   | Lucas Sebastián Haedo (ARG) |                       |
| 147                   | Brian Vandborg (DEN)        |                       |

| Euskaltel-Euskadi EUS | Euskaltel-Euskadi EUS | Euskaltel-Euskadi EUS |
| --------------------- | --------------------- | --------------------- |
| N°.                   | Coureur               |                       |
| 151                   | Iñaki Isasi (ESP)     |                       |
| 152                   | Gorka Izagirre (ESP)  |                       |
| 153                   | Miguel Mínguez (ESP)  |                       |
| 154                   | Ion Izagirre (ESP)    |                       |
| 155                   | Rubén Pérez (ESP)     |                       |
| 156                   | Daniel Sesma (ESP)    |                       |
| 157                   | Iván Velasco (ESP)    |                       |

| Movistar GCE | Movistar GCE              | Movistar GCE |
| ------------ | ------------------------- | ------------ |
| N°.          | Coureur                   |              |
| 161          | José Joaquín Rojas (ESP)  |              |
| 162          | Iván Gutiérrez (ESP)      |              |
| 163          | David López García (ESP)  |              |
| 164          | Ángel Madrazo (ESP)       |              |
| 165          | Luis Pasamontes (ESP)     |              |
| 166          | José Vicente García (ESP) |              |
| 167          | Francisco Ventoso (ESP)   |              |

| Vacansoleil-DCM VAC | Vacansoleil-DCM VAC     | Vacansoleil-DCM VAC |
| ------------------- | ----------------------- | ------------------- |
| N°.                 | Coureur                 |                     |
| 171                 | Romain Feillu (FRA)     |                     |
| 172                 | Rob Ruijgh (NED)        |                     |
| 173                 | Thomas De Gendt (BEL)   |                     |
| 174                 | Sergueï Lagoutine (UZB) |                     |
| 175                 | Alberto Ongarato (ITA)  |                     |
| 176                 | Mirko Selvaggi (ITA)    |                     |
| 177                 | Joost van Leijen (NED)  |                     |

| UniSA-Australia AUS | UniSA-Australia AUS      | UniSA-Australia AUS |
| ------------------- | ------------------------ | ------------------- |
| N°.                 | Coureur                  |                     |
| 181                 | Luke Roberts (AUS)       |                     |
| 182                 | Wesley Sulzberger (AUS)  |                     |
| 183                 | Jonathan Cantwell (AUS)  |                     |
| 184                 | Luke Durbridge (AUS)     |                     |
| 185                 | Michael Hepburn (AUS)    |                     |
| 186                 | Mitchell Docker (AUS)    |                     |
| 187                 | Bernard Sulzberger (AUS) |                     |